# Paesaggio culturale di Champasak
Il paesaggio culturale di Champasak, insieme al complesso di templi di Vat Phou, è un sito archeologico del Laos con più di 1000 anni di vita. Si trova nella provincia laotiana di Champasak. Dal 2001, insieme a Vat Phou, forma un patrimonio dell'umanità dell'UNESCO.
Venne modellato geometricamente per raffigurare la visione induista della relazione tra natura e uomo, facendo uso di templi d'acqua e santuari, con un'estensione di 10 km. Il sito comprende anche due piccole città che sorgono sulle due rive del Mekong, oltre al monte Phou Kao. L'intero insieme rappresenta lo sviluppo dal V al XV secolo, soprattutto ad opera dei Khmer.